# Emmanuel Constant (Bischof)
Emmanuel Constant (* 5. Januar 1928 in Port-au-Prince, Haiti; † 16. Juni 2009 ebenda) war römisch-katholischer Bischof von Les Gonaïves auf Haiti. Sein Neffe ist der Paramilitär Emmanuel „Toto“ Constant.

## Leben
Emmanuel Constant empfing am 12. Juli 1953 die Priesterweihe.
Papst Paul VI. ernannte ihn am 20. August 1966 zum Bischof von Les Gonaïves. Die Bischofsweihe spendete ihm Kurienerzbischof Antonio Samorè am 28. Oktober desselben Jahres. Mitkonsekratoren waren Erzbischof Albert-François Cousineau von Cap-Haïtien und Rémy Augustin, Koadjutorbischof von Port-de-Paix.
Seinem Rücktrittsgesuch wurde am 30. Juli 2003 durch Papst Johannes Paul II. stattgegeben.